# Mercedes-Benz W121 BII
Mercedes-Benz W121 BII är en sportbil, tillverkad av den tyska biltillverkaren Mercedes-Benz mellan maj 1955 och februari 1963.
190SL introducerades tillsammans med sin mer firade systermodell 300 SL på bilsalongen i New York i februari 1954. Medan 300 SL var en rå sportbil, utvecklad ur det tidiga femiotalets tävlingsvagnar, byggde 190 SL på ett kortat chassi från familjebilen 180. Mercedes-Benz riktade in sig på kunder som ville ha en mer ombonad och pålitlig sportvagn, mer lämpad för långfärder än vad de brittiska och italienska konkurrenterna kunde erbjuda. Även om de kunde peka på bättre prestanda. Därigenom lade 190 SL fast riktningen som efterföljarna i SL-klassen har fortsatt. Med 190 SL introducerades ett par nyheter som senare skulle komma till de mer sedesamma familjevagnarna till godo: en modern fyrcylindrig toppventilsmotor med överliggande kamaxel och en enkelledad pendelaxel som gav tryggare och mer förutsägbara vägegenskaper.
I Tyskland är modellen känd under namnet Nitribitt-Mercedes, efter den mest beryktade 190 SL-ägaren.
Produktionen uppgick till 25 881 exemplar.
Motor:
| Modell | Motor                         | Cylindervolym | Effekt | Bränslesystem          |
| ------ | ----------------------------- | ------------- | ------ | ---------------------- |
| 190 SL | M121 B II: 4-cyl radmotor ohc | 1897 cm³      | 105 hk | Dubbla Solex-förgasare |